# Dose (Friedeburg)
Die Ortschaft Dose liegt im Süden des Landkreises Wittmund in Ostfriesland und grenzt im Osten und Norden an die friesländischen Kommunen Schortens, Jever und Sande. Westlich und südlich grenzt Dose an Reepsholt und Abickhafe, die genau wie Dose zur Gemeinde Friedeburg gehören.
Die Ortschaft hat heute etwa 300 Einwohner.
Dose ist heute geprägt durch die Landwirtschaft. In den letzten Jahren sind einige Baugebiete entstanden, so dass die Ortschaft sich verjüngen konnte.

## Geschichte
Dose wurde wahrscheinlich im Frühmittelalter gegründet. Seine erste Erwähnung fand es 1425 im Zusammenhang mit dem Häuptling Hilmer up der Dose. Die nach diesem Häuptling benannte Hilmersburg war nur eine von mehreren dieser befestigten Steinhäuser in Dose, die "Burgen" genannt wurden. Allerdings war schon im 17. Jahrhundert keine dieser Burgen mehr vorhanden. Im frühen Mittelalter gehörte Dose zum friesischen Land Östringen, später dann zur Herrlichkeit bzw. zum Amt Friedeburg, welches im 19. Jahrhundert schließlich im Amt Wittmund aufging.
Die Familie des Häuptlings Hilmer, die mit der Wittmunder Häuptlingsfamilie der Kankena verwandt war, spielte zeitweise eine wichtige Rolle in Ostfriesland. Sie stellten Häuptlinge in Dose, Reepsholt und Burgherren in Friedeburg. Nach dem Zweiten Weltkrieg stieg die Bevölkerung kurzzeitig durch Flüchtlinge auf über 400 Personen an, sank dann aber wieder auf das Niveau, das der Ort im Prinzip seit 150 Jahren hält.
Am  1. Juli  1972 schlossen sich zuvor die ehemaligen Gemeinden Abickhafe, Dose, Hoheesche und Reepsholt zur Gemeinde Reepsholt zusammen. Im Zuge der Kommunalreform am  16. August 1972  wurde aus den bisherigen Gemeinden Bentstreek, Etzel, Friedeburg, Hesel, Horsten, Marx, Reepsholt, Wiesede und Wiesedermeer die Gemeinde Friedeburg gebildet.
Zwei Gulfhöfe im Ortskern sind als Baudenkmale ausgewiesen.